# Syringodea derustensis
Syringodea derustensis är en irisväxtart som beskrevs av M.P.de Vos. Syringodea derustensis ingår i släktet Syringodea och familjen irisväxter. Inga underarter finns listade i Catalogue of Life.